# Куперсхиллская сырная гонка

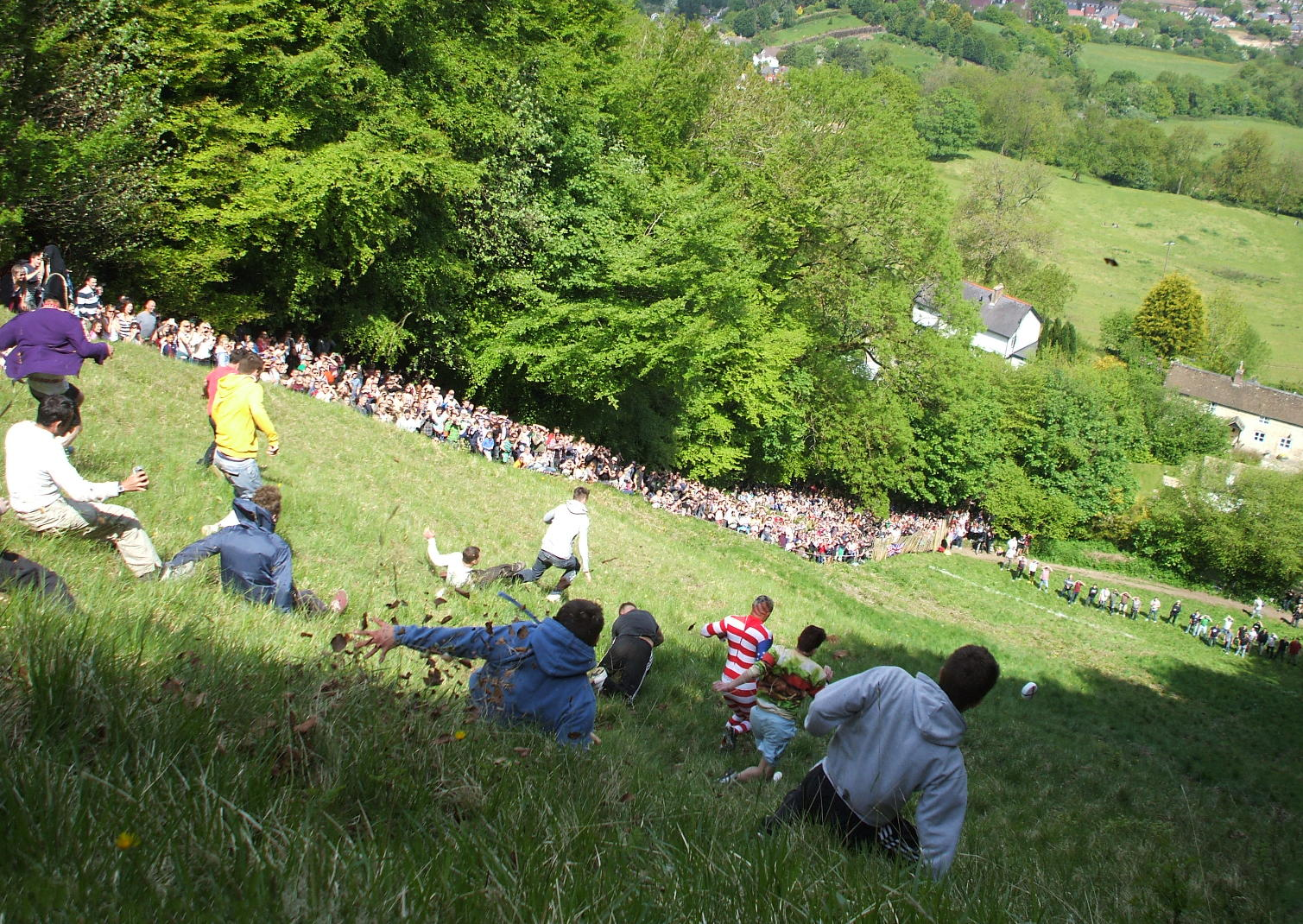

Куперсхиллская сырная гонка (англ. Cooper's Hill Cheese-Rolling and Wake) — ежегодное мероприятие, которое проводится в последний понедельник мая (Весенние банковские каникулы) в 12:00 по местному времени в рамках праздника Весны на холме Купера (по которому и названа), вблизи Глостера в Котсуолдсе, Англия. «Сырная гонка» является традиционной для людей, живущих в местном селе Брокворс, но в последние десятилетия в ней всё чаще участвуют люди из других регионов Великобритании и со всего мира. Происхождение обычая достоверно неизвестно, но он существует уже сотни лет. По одной из версий, традиция возникла из языческих обрядов катить горящие пучки хвороста с горы, что символизировало наступление Нового года после зимы. По другой — что таким образом люди подтверждали своё право на использование общинной земли для выпаса своих стад. Изначально гонка происходила каждый Духов день, затем была перенесена на последний понедельник мая.
Гонки очень часто связаны с риском для здоровья — в предыдущие годы[уточнить] бегуны получали серьёзные повреждения спины, шеи, головы; ломали ноги, руки, рёбра. Бывало и такое, что из-за падения участников травмировались зрители.
Власти периодически пытаются запретить мероприятие: в 2010 конкурс отменили, однако его фанаты проигнорировали запрет и всё-таки провели сырные гонки; в 2011 году соревнования пытались перенести с крутого холма Купера в безопасное место, но в конце концов всё равно официально отменили. Также было принято решение об обязательном вступительном взносе, что вызвало возмущение горожан. В 2013 году полиция пыталась запретить поставку сыра для гонок.

## Правила
Участники соревнования залезают на вершину холма и ожидают сигнала. Затем по склону пускают катиться вниз головку сыра Глостер, за которой бросаются в погоню все участники. У подножия холма в день соревнования  обязательно дежурят несколько карет скорой помощи и бригада спасателей. Тот, кто первым пересёк финишную линию и схватил сыр, получает его в качестве приза.

## Сыр
Для гонок используются головки твёрдого сыра Глостер весом 7–8 фунтов (около 3,5 кг), традиционно изготавливаемые в форме круга. В начале гонки каждый круг сыра защищен деревянным корпусом по бокам и украшен красивыми лентами. С 1988 года поставщиком сыра для гонки является местный сыродел Диана Смарт. В мае 2013 года полицейский инспектор предупредил 86-летнюю Диану Смарт, что она может быть привлечена к ответственности за травмы участников гонки. В том же году организаторы мероприятия использовали облегчённую имитацию сыра, изготовленную из пористого материала.

## Травмы
Из-за крутизны и неровной поверхности холма Купера, как правило, ежегодно происходит ряд травм. Оказание первой медицинской помощи осуществляется местной машиной скорой помощи Святого Иоанна (подразделения Глостер, Челтнем и Страуд) в нижней части холма. Члены местного клуба по регби и молодые фермеры добровольно исполняют роль страховщиков для участников гонки и оказывают первую помощь травмированным. Несколько автомобилей скорой помощи присутствуют на мероприятии, чтобы обеспечить помощь пострадавшим, травмы которых требуют госпитализации.
Куперсхиллская сырная гонка широко известна, и её ежегодные травмы стали предметом широкого освещения на новостных и спортивных телеканалах, в числе которых BBC Television, Gillette World Sport и Trans World Sport.